# Lasiotropus poonensis
Lasiotropus poonensis är en skalbaggsart som beskrevs av Edmund Reitter 1913. Lasiotropus poonensis ingår i släktet Lasiotropus och familjen Melolonthidae. Inga underarter finns listade i Catalogue of Life.